# Стюард, Альфред
А́льфред Стю́ард (англ. Alfred Steward; родился 18 сентября 1896 года в Манчестере — дата смерти неизвестна), также известный как Альф Стюард — английский футбольный вратарь и футбольный тренер. Также играл за Крикетный клуб графства Ланкашир.

## Футбольная карьера
Альф Стюард играл в футбол, проходя службу в армии с 1915 по 1918 годы, после чего перешёл в клуб «Стейлибридж Селтик». В 1919 году он в качестве любителя перешёл в «Манчестер Юнайтед», где на него рассчитывали как на замену основному голкиперу клуба Джеку Мью. В качестве любителя он также играл за «Хитон Парк», после чего стал профессиональным футболистом в январе 1920 года. В октябре 1920 года он дебютировал за «Юнайтед» в матче против «Престон Норт Энд», в котором он помог своей команде одержать «сухую» победу со счётом 1:0. К сезону 1923/24 он стал основным вратарём «Юнайтед», а в следующем сезоне, по итогам которого «Юнайтед» вышел в Первый дивизион, не пропустил ни одного матча команды. Вообще с апреля 1924 года по сентябрь 1927 года Стюард не сыграл лишь в 7 матчах чемпионата из возможных 139, после чего уступил место в воротах команды Лэнсу Робинсону. В апреле 1928 года он вернул себе место в воротах и провёл за «Юнайтед» ещё 149 матчей, прежде чем покинуть «Олд Траффорд» в июне 1932 года, перейдя в «Манчестер Норт Энд» в качестве играющего тренера.
В конце сезона 1932/33 «Манчестер Норт Энд» вышел в финал Кубка Чеширской лиги, где встретился с клубом «Олтрингем», причём Стюард поиграл в нём за оба клуба. Финальный матч завершился вничью со счётом 3:3, а переигровка была перенесена на следующий сезон. К этому времени Стюард перешёл в «Олтринем» в качестве играющего тренера и сыграл в переигровке уже за новый клуб. «Олтринем» выиграл переигровку финала со счётом 4:1, а позднее том же сезоне впервые в истории вышел в первый раунд Кубка Англии, уступив в нём клубу «Гейнсборо Тринити». Также клуб выиграл Большой кубок Чешира.
По завершении сезона 1937/38, в котором он сыграл лишь два матча, Стюард завершил карьеру игрока. В мае 1938 года он стал тренером-секретарём клуба «Торки Юнайтед», выступавшего в Третьем южном дивизионе. В сезоне 1938/39 «Торки» завершил чемпионат на 19-м месте. Стюард работал в клубе до мая 1940 года, когда все футбольные турниры в Англии были прекращены в связи с войной.

## Статистика выступлений
| Клуб               | Сезон            | Лига | Лига | Кубок Англии | Кубок Англии | Прочие | Прочие | Итого | Итого |
| Клуб               | Сезон            | Игры | Голы | Игры         | Голы         | Игры   | Голы   | Игры  | Голы  |
| ------------------ | ---------------- | ---- | ---- | ------------ | ------------ | ------ | ------ | ----- | ----- |
| Манчестер Юнайтед  | 1920/21          | 2    | –1   | 0            | 0            | 0      | 0      | 2     | –1    |
| Манчестер Юнайтед  | 1921/22          | 1    | –3   | 0            | 0            | 0      | 0      | 1     | –3    |
| Манчестер Юнайтед  | 1922/23          | 1    | 0    | 0            | 0            | 0      | 0      | 1     | 0     |
| Манчестер Юнайтед  | 1923/24          | 30   | –28  | 2            | –3           | 0      | 0      | 32    | –31   |
| Манчестер Юнайтед  | 1924/25          | 42   | –23  | 1            | –2           | 0      | 0      | 43    | –25   |
| Манчестер Юнайтед  | 1925/26          | 35   | –59  | 2            | –5           | 0      | 0      | 37    | –64   |
| Манчестер Юнайтед  | 1926/27          | 42   | –64  | 3            | –5           | 0      | 0      | 45    | –69   |
| Манчестер Юнайтед  | 1927/28          | 10   | –17  | 1            | 0            | 0      | 0      | 11    | –17   |
| Манчестер Юнайтед  | 1928/29          | 37   | –63  | 2            | –1           | 0      | 0      | 39    | –64   |
| Манчестер Юнайтед  | 1929/30          | 39   | –83  | 1            | –2           | 0      | 0      | 40    | –85   |
| Манчестер Юнайтед  | 1930/31          | 38   | –93  | 4            | –5           | 0      | 0      | 42    | –98   |
| Манчестер Юнайтед  | 1931/32          | 32   | –63  | 1            | –4           | 0      | 0      | 33    | –67   |
| Манчестер Юнайтед  | Итого            | 309  | –497 | 17           | –27          | 0      | 0      | 326   | –524  |
| Манчестер Норт Энд | 1932/33          | ?    | 0    | ?            | 0            | 1+     | 0      | ?     | 0     |
| Манчестер Норт Энд | Итого            | ?    | 0    | ?            | 0            | 1+     | 0      | 1+    | 0     |
| Олтрингем          | 1933/34          | 35   | 0    | 8            | 0            | 6      | 0      | 49    | 0     |
| Олтрингем          | 1934/35          | 41   | 0    | 4            | 0            | 8      | 0      | 53    | 0     |
| Олтрингем          | 1935/36          | 41   | 0    | 5            | 0            | 2      | 0      | 48    | 0     |
| Олтрингем          | 1936/37          | 16   | 0    | 2            | 0            | 2      | 0      | 20    | 0     |
| Олтрингем          | 1937/38          | 2    | 0    | 0            | 0            | 0      | 0      | 2     | 0     |
| Олтрингем          | Итого            | 135  | 0    | 19           | 0            | 18     | 0      | 172   | 0     |
| Всего за карьеру   | Всего за карьеру | 444+ | 0    | 36+          | 0            | 19+    | 0      | 499+  | 0     |